# 後藤潤二
後藤 潤二（ごとう じゅんじ、1973年3月31日 - ）は、日本のアニメーター、キャラクターデザイナー、ゲーム原画家。長崎県佐世保市出身。
主に「ごとうじゅんじ」名義でフリーランスの立場で活動しており、代表作に『デイズシリーズ』や『ハイスクールD×D』（アニメ版キャラクターデザインを担当）がある。

## 経歴
1997年に代々木アニメーション学院アニメーター科を卒業後、ジーベックへ入社。ここではTVアニメ『爆走兄弟レッツ&ゴー!!WGP』や劇場アニメ『新世紀エヴァンゲリオン劇場版 Air/まごころを、君に』などに参加。ジーベック退社後は「スタジオ仕事場」へ移籍し、アニメ『勇者王ガオガイガー』・『ブレンパワード』・『異次元の世界エルハザード』・『To Heart』などの原画を担当した。
1998年頃からゲーム原画家としても活動を始め、Activeでは「しぃけんしゃる」名義でアダルトゲーム『GONE 〜過ぎ去りし日々〜』のほか、スタックではコンシューマ版『Piaキャロットへようこそ!!』・『絆という名のペンダント with TOYBOXストーリーズ』・『シスター・プリンセス』などの原画を担当した。なお、『シスター・プリンセス』では短編小説集『GAME STORIES』のイラストも担当した。
2003年のアニメ『L/R -Licensed by Royal-』の第10話「逆賊の系譜／The discard」では、初めて作画監督を担当する。2005年のアダルトゲーム『School Days』では、初めてキャラクターデザインと総作画監督を担当すると共に、作品の内容からも一躍有名となる（これを受け、後のアニメ版でもキャラクターデザインと総作画監督を担当することとなる）。同時期には、アニメ『スクラップド・プリンセス』・『MADLAX』・『フルメタル・パニック? ふもっふ』などにも参加しており、『ツバサ-RESERVoir CHRoNiCLE-』では作画監督も務めた。
アダルトゲーム『Summer Days』への参加後もアニメ『天保異聞 妖奇士』や『くじびきアンバランス』に参加するなど、アニメーターとゲーム原画家の仕事を両立させている。また、オフ会に参加したり、ゲームを多く所持するほどのゾンビ好きでもあることを自身のブログで発信している。
既婚者であり、妻と潤之介（息子の名前）と2人で「しぃけんしゃる」名義を使う場合もある。

## デイズシリーズについて
特に脚注の無いものは、School Days#関連商品やSummer Days#関連商品の各種文献、自身のブログでの発言による。
キャラクターデザインを担当して一躍有名となった『School Days』には、2002年の企画立ち上げ時から参加。開発と平行して関わっていた、TVアニメ『スクラップド・プリンセス』や『十兵衛ちゃん2 -シベリア柳生の逆襲-』などのノウハウを生かしている。
ヒロインの桂姉妹をとても気に入ったため、『Summer Days』開発時には原作者のメイザーズぬまきちに進言して彼女達の出番を増やしてもらい、該当シーンでは原画も担当している。また、2ちゃんねるへ書き込まれた小ネタ「コトノバウアー」を元に原画を描いたクリアファイルは、後のTVアニメ版『School Days』の第12話試写会で配布された。
『School Days』については、TVアニメ化の際も引き続き参加した。原作と同様に作画以外でも打ち合わせに参加しており、その思い入れは高い。完結後、TVアニメ版本編で描けなかった物語終盤の空白部分を補完する漫画や、それと同様に原作のハッピーエンドの1つで描けなかった後日談を補完する漫画を描き、同人誌『無料配布Days』へ収録したほどである。なお、これらの補完漫画2作品の内容は、後にメイザーズぬまきちが『Cross Days』の発売前に『ニコニコ生放送』へ出演した際に、ユーザーからの質問に答える形で公式設定として認める発言を行っている。

## 参加作品
特に表記の無いものは、全て原画。

### テレビアニメ
1997年
- 爆走兄弟レッツ&ゴー!!WGP
- 勇者王ガオガイガー
- バトルアスリーテス大運動会

1998年
- ブレンパワード
- 異次元の世界エルハザード

1999年
- To Heart

2003年
- L/R -Licensed by Royal- - 作画監督
- スクラップド・プリンセス
- フルメタル・パニック? ふもっふ

2004年
- 十兵衛ちゃん2 -シベリア柳生の逆襲-
- MADLAX

2005年
- ツバサ-RESERVoir CHRoNiCLE- - 原画・作画監督

2006年
- 天保異聞 妖奇士
- くじびきアンバランス

2007年
- School Days - キャラクターデザイン・総作画監督

2010年
- 一騎当千 XTREME XECUTOR - キャラクターデザイン・総作画監督

2011年
- GOSICK -ゴシック-

2012年
- ハイスクールD×D - キャラクターデザイン・総作画監督

2013年
- ハイスクールD×D NEW - キャラクターデザイン・総作画監督

2014年
- 健全ロボ ダイミダラー - キャラクターデザイン・総作画監督
- 精霊使いの剣舞 - 総作画監督・作画監督

2015年
- ハイスクールD×D BorN - キャラクターデザイン・総作画監督

2017年
- sin 七つの大罪 - 総作画監督・作画監督
- 戦刻ナイトブラッド - 作画監督

2018年
- 奴隷区 The Animation - キャラクターデザイン・総作画監督
- 閃乱カグラ SHINOVI MASTER -東京妖魔篇- - キャラクターデザイン・作画監督・総作画監督

2019年
- 神田川JET GIRLS - 総作画監督・作画監督・長崎県方言監修
- アサシンズプライド - 作画監督
- 星合の空 - 作画監督

2020年
- いわかける! - Sport Climbing Girls - - 作画監督・原画・第9話ラストカット原画

2021年
- 回復術士のやり直し - キャラクターデザイン・作画監督・総作画監督
- TSUKIPRO THE ANIMATION 2 - 作画監督

2022年
- オリエント - 作画監督・原画
- 不徳のギルド - サブキャラクターデザイン・モンスターデザイン・作画監督・総作画監督

2023年
- 英雄教室 - 作画監督

2024年
- VTuberなんだが配信切り忘れたら伝説になってた - メインアニメーター・作画監督・原画

### 劇場アニメ
- 新世紀エヴァンゲリオン劇場版 Air/まごころを、君に（1997年）

### OVA
- BLUE SEED2 - 動画
- ナースウィッチ小麦ちゃんマジカルて - 作画監督
- げんしけん
- School Days 〜マジカルハート☆こころちゃん〜 - キャラクターデザイン・総作画監督・「特別顧問」名義でエロエロゾンビ役の声優
- 異世界の聖機師物語 - 作画監督・原画

### アダルトゲーム
- LOST MIND 〜歪んだ世界〜
- Essence Lost
- GONE 〜過ぎ去りし日々〜
- ぎりぎりでぃと
- まぁ黙 Remix!! 〜The Mah-Jang Remix〜
- 重装皇女メタルプリンセス
- 魔法の少女シルキーリップ 三人の女王候補 - オープニングムービーアニメパート原画
- Summerラディッシュバケーション!!2
- デイズシリーズ - 全てキャラクターデザイン・総作画監督
  - School Days
  - Summer Days
  - Cross Days
  - School Days HQ

### コンシューマーゲーム
- Piaキャロットへようこそ!!
- 絆という名のペンダント with TOYBOXストーリーズ
- シスター・プリンセス - 原画、短編小説集『GAME STORIES』イラスト